# Putseredssjön
Putseredssjön är en sjö i Laholms kommun i Halland och ingår i Lagans huvudavrinningsområde. Sjön har en area på 0,0972 kvadratkilometer och ligger 104 meter över havet.

## Delavrinningsområde
Putseredssjön ingår i det delavrinningsområde (626700-135442) som SMHI kallar för Inloppet i Lagan Dämningsområde. Medelhöjden är 113 meter över havet och ytan är 16,78 kvadratkilometer. Räknas de 281 avrinningsområdena uppströms in blir den ackumulerade arean 5 509,93 kvadratkilometer. Avrinningsområdets utflöde Lagan (Härån) mynnar i havet. Avrinningsområdet består mestadels av skog (70 %) och sankmarker (19 %). Avrinningsområdet har 0,25 kvadratkilometer vattenytor vilket ger det en sjöprocent på 1,5 %.